# Ghiacciaio Paré
Il ghiacciaio Paré è un ghiacciaio lungo circa 13 km e largo 2 situato sull'isola Brabant, una delle isole dell'arcipelago Palmer, al largo della costa nord-occidentale della Terra di Graham, in Antartide. In particolare, il ghiacciaio, il cui punto più alto raggiunge circa i 1300 m s.l.m. e che si trova a sud-est del ghiacciaio Lister, scorre verso nord-est, fluendo lungo il versante nord-orientale dei monti  Stribog, a ovest del monte Morgagni, fino a entrare nella baia di Bouquet, nella parte nord-orientale dell'isola.

## Storia
Il ghiacciaio Paré appariva già in mappe del governo argentino realizzate nel 1953 dove però non era indicato con nessun nome; in seguito esso è stato fotografato durante una serie di ricognizioni aeree effettuate dalla Hunting Aerosurveys Ltd nel 1956-57, mappato più dettagliatamente dal British Antarctic Survey (al tempo ancora chiamato "Falkland Islands Dependencies Survey", FIDS) sulla base di tali fotografie e battezzato con il suo attuale nome dal Comitato britannico per i toponimi antartici in onore del medico francese Ambroise Paré, considerato come il padre della chirurgia moderna, che introdusse diversi nuovi trattamenti e tecniche operatorie, tra cui anche la legatura dei vasi in seguito alle amputazioni.